# Xylocopa
Xylocopa is een geslacht van insecten uit de familie bijen en hommels (Apidae). Het behoort tot de geslachtengroep Xylocopini (houtbijen). De wetenschappelijke naam werd gepubliceerd door Pierre André Latreille in 1802. Het geslacht telt ongeveer 500 soorten die bij 31 ondergeslachten worden ingedeeld.

## Verspreiding en leefgebied
Deze bijen komen over de hele wereld voor. In Europa is de blauwzwarte houtbij (Xylocopa violacea) veel verspreid. In de Verenigde Staten is Xylocopa virginica de meest voorkomende soort.

## Kenmerken
Het zijn robuuste, snelvliegende bijen, merendeels zwart van kleur. Sommige soorten behoren tot de grootste bijen die men kent.

## Leefwijze
Vele soorten maken een nest in dood hout; vanwege deze nestmethode worden deze bijen in het Engels carpenter bees ("timmermansbijen") genoemd. Xylocopa virginica maakt haar nesten vaak in houten relingen, deurstijlen, vensterbanken enz. Ze boort een cilindrisch gat van ongeveer 1,2 cm diameter tot een diepte van 25 tot 30 centimeter. Ze vult de tunnel dan met een aantal cellen, die telkens een eitje bevatten, omringd door zaagmeel en nectar als voeding voor de larve. Sommige soorten maken nesten in bamboe of de vlezige stengels van Aloë. De soorten in het ondergeslacht Proxylocopa maken nesten in de bodem.

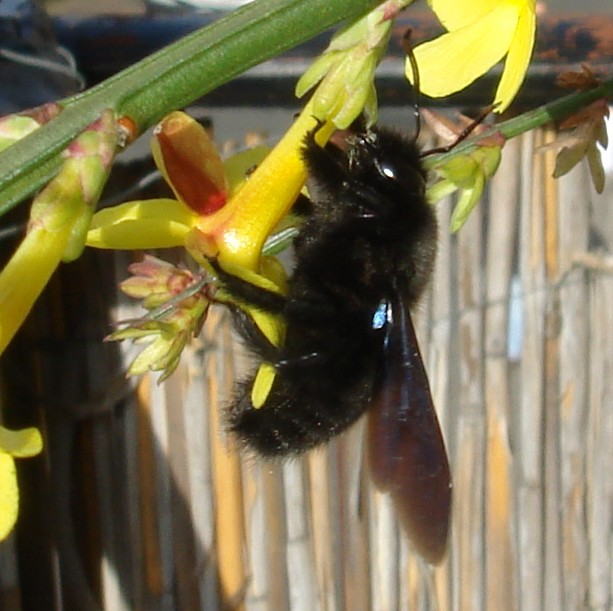
Houtbij tijdens het roven van nectar op een winterjasmijn

Vele soorten in dit geslacht zijn "nectarrovers": ze zijn te groot om rechtstreeks aan de nectar in bloemen te geraken. In plaats daarvan maken ze een insnijding in de bloemkroon waarlangs ze bij de nectar kunnen.

## Soorten
- Xylocopa abbotti (Cockerell, 1909)
- Xylocopa abbreviata Hurd & Moure, 1963
- Xylocopa acutipennis Smith, 1854
- Xylocopa adumbrata Lieftinck, 1957
- Xylocopa adusta Pérez, 1901
- Xylocopa aeneipennis (DeGeer, 1773)
- Xylocopa aeratus (Smith, 1851)
- Xylocopa aestuans (Linnaeus, 1758)
- Xylocopa aethiopica Pérez, 1901
- Xylocopa africana (Fabricius, 1781)
- Xylocopa albiceps Fabricius, 1804
- Xylocopa albifrons Lepeletier, 1841
- Xylocopa albinotum Matsumura, 1926
- Xylocopa alternata Pérez, 1901
- Xylocopa alticola (Cockerell, 1919)
- Xylocopa amamensis Sonan, 1934
- Xylocopa amauroptera Pérez, 1901
- Xylocopa amazonica Enderlein, 1913
- Xylocopa amedaei Lepeletier, 1841
- Xylocopa amethystina (Fabricius, 1793)
- Xylocopa andarabana Hedicke, 1938
- Xylocopa andica Enderlein, 1913
- Xylocopa angulosa Maa, 1954
- Xylocopa anthophoroides Smith, 1874
- Xylocopa apicalis Smith, 1854
- Xylocopa appendiculata Smith, 1852
- Xylocopa artifex Smith, 1874
- Xylocopa aruana Ritsema, 1876
- Xylocopa assimilis Ritsema, 1880
- Xylocopa augusti Lepeletier, 1841
- Xylocopa auripennis Lepeletier, 1841
- Xylocopa aurorea Friese, 1922
- Xylocopa aurulenta (Fabricius, 1804)
- Xylocopa bakeriana (Cockerell, 1914)
- Xylocopa balteata Maa, 1943
- Xylocopa bambusae Schrottky, 1902
- Xylocopa bangkaensis Friese, 1903
- Xylocopa barbatella Cockerell, 1931
- Xylocopa bariwal Maidl, 1912
- Xylocopa basalis Smith, 1854
- Xylocopa bentoni Cockerell, 1919
- Xylocopa bequaerti (Cockerell, 1930)
- Xylocopa bhowara Maa, 1938
- Xylocopa biangulata Vachal, 1899
- Xylocopa bicarinata Alfken, 1932
- Xylocopa bicristata Maa, 1954
- Xylocopa bilineata Friese, 1914
- Xylocopa bimaculata Friese, 1903
- Xylocopa binongkona van der Vecht, 1953
- Xylocopa bluethgeni Dusmet y Alonso, 1924
- Xylocopa bombiformis Smith, 1874
- Xylocopa bomboides Smith, 1879
- Xylocopa bombylans (Fabricius, 1775)
- Xylocopa boops Maidl, 1912
- Xylocopa bouyssoui Vachal, 1898
- Xylocopa brasilianorum (Linnaeus, 1767)
- Xylocopa braunsi Dusmet y Alonso, 1924
- Xylocopa bruesi Cockerell, 1914
- Xylocopa bryorum (Fabricius, 1775)
- Xylocopa buginesica Vecht, 1953
- Xylocopa buruana Lieftinck, 1956
- Xylocopa caerulea (Fabricius, 1804)
- Xylocopa caffra (Linnaeus, 1767)
- Xylocopa calcarata (LeVeque, 1928)
- Xylocopa calens Lepeletier, 1841
- Xylocopa californica Cresson, 1864
- Xylocopa caloptera Pérez, 1901
- Xylocopa canaria (Cockerell & LeVeque, 1925)
- Xylocopa cantabrita Lepeletier, 1841
- Xylocopa capensis Spinola, 1838
- Xylocopa capitata Smith, 1854
- Xylocopa carbonaria Smith, 1854
- Xylocopa caribea Lepeletier, 1841
- Xylocopa caspari van der Vecht, 1953
- Xylocopa caviventris Maidl, 1912
- Xylocopa cearensis Ducke, 1911
- Xylocopa ceballosi Dusmet y Alonso, 1924
- Xylocopa celebensis (Gribodo, 1894)
- Xylocopa chapini (LeVeque, 1928)
- Xylocopa chinensis Friese, 1911
- Xylocopa chiyakensis (Cockerell, 1908)
- Xylocopa chlorina (Cockerell, 1915)
- Xylocopa chrysopoda Schrottky, 1902
- Xylocopa chrysoptera Latreille, 1809
- Xylocopa ciliata Burmeister, 1876
- Xylocopa citrina Friese, 1909
- Xylocopa clarionensis Hurd, 1958
- Xylocopa claripennis Friese, 1922
- Xylocopa cloti Vachal, 1898
- Xylocopa cockerelli Maa, 1943
- Xylocopa codinai Dusmet y Alonso, 1924
- Xylocopa colona Lepeletier, 1841
- Xylocopa columbiensis Pérez, 1901
- Xylocopa combinata Ritsema, 1876
- Xylocopa combusta Smith, 1854
- Xylocopa concolorata Maa, 1938
- Xylocopa conradsiana Friese, 1911
- Xylocopa coracina van der Vecht, 1953
- Xylocopa cornigera Friese, 1909
- Xylocopa coronata Smith, 1861
- Xylocopa cribrata Pérez, 1901
- Xylocopa cubaecola Lucas, 1857
- Xylocopa cuernosensis (Cockerell, 1915)
- Xylocopa cyanea Smith, 1874
- Xylocopa cyanescens Brullé, 1832
- Xylocopa dalbertisi Lieftinck, 1957
- Xylocopa dapitanensis (Cockerell, 1915)
- Xylocopa darwini Cockerell, 1926
- Xylocopa dejeanii Lepeletier, 1841
- Xylocopa dibongoana Hedicke, 1923
- Xylocopa dimidiata Latreille, 1809
- Xylocopa disconota Friese, 1914
- Xylocopa distinguenda Pérez, 1901
- Xylocopa ditypa Vachal, 1898
- Xylocopa diversipes Smith, 1861
- Xylocopa dolosa Vachal, 1899
- Xylocopa dormeyeri (Enderlein, 1909)
- Xylocopa duala Strand, 1921
- Xylocopa electa Smith, 1874
- Xylocopa elegans Hurd & Moure, 1963
- Xylocopa erlangeri Enderlein, 1903
- Xylocopa erythrina Gribodo, 1894
- Xylocopa escalerai Dusmet y Alonso, 1924
- Xylocopa esica Cameron, 1902
- Xylocopa euchlora Pérez, 1901
- Xylocopa euxantha Cockerell, 1933
- Xylocopa eximia Pérez, 1901
- Xylocopa fabriciana Moure, 1960
- Xylocopa fallax Maidl, 1912
- Xylocopa fenestrata (Fabricius, 1798)
- Xylocopa fervens Lepeletier, 1841
- Xylocopa fimbriata Fabricius, 1804
- Xylocopa flavicollis (DeGeer, 1778)
- Xylocopa flavifrons Matsumura, 1912
- Xylocopa flavonigrescens Smith, 1854
- Xylocopa flavorufa (DeGeer, 1778)
- Xylocopa forbesii W. F. Kirby, 1883
- Xylocopa forsiusi Dusmet y Alonso, 1924
- Xylocopa fortissima Cockerell, 1930
- Xylocopa fransseni van der Vecht, 1953
- Xylocopa friesiana Maa, 1939
- Xylocopa frontalis (Olivier, 1789)
- Xylocopa fuliginata Pérez, 1901
- Xylocopa fulva Friese, 1922
- Xylocopa funesta Maidl, 1912
- Xylocopa fuscata Smith, 1854
- Xylocopa gabonica (Gribodo, 1894)
- Xylocopa ganglbaueri Maidl, 1912
- Xylocopa gaullei Vachal, 1898
- Xylocopa ghilianii Gribodo, 1891
- Xylocopa gracilis Dusmet y Alonso, 1923
- Xylocopa graueri Maidl, 1912
- Xylocopa gressitti Lieftinck, 1957
- Xylocopa gribodoi Magretti, 1892
- Xylocopa grisescens Lepeletier, 1841
- Xylocopa grossa (Drury, 1770)
- Xylocopa grubaueri Friese, 1903
- Xylocopa gualanensis Cockerell, 1912
- Xylocopa guatemalensis Cockerell, 1912
- Xylocopa guigliae Lieftinck, 1957
- Xylocopa haefligeri Friese, 1909
- Xylocopa haematospila Moure, 1951
- Xylocopa hafizii Maa, 1938
- Xylocopa hellenica Spinola, 1843
- Xylocopa hirsutissima Maidl, 1912
- Xylocopa hottentotta Smith, 1854
- Xylocopa hyalinipennis Friese, 1922
- Xylocopa ignescens (LeVeque, 1928)
- Xylocopa imitator Smith, 1854
- Xylocopa incandescens (Cockerell, 1932)
- Xylocopa incerta Pérez, 1901
- Xylocopa incompleta Ritsema, 1880
- Xylocopa inconspicua Maa, 1937
- Xylocopa inconstans Smith, 1874
- Xylocopa inquirenda Vachal, 1899
- Xylocopa insola Vachal, 1910
- Xylocopa insularis Smith, 1857
- Xylocopa io Vachal, 1898
- Xylocopa iranica Maa, 1954
- Xylocopa iridipennis Lepeletier, 1841
- Xylocopa iris (Christ, 1791)
- Xylocopa isabelleae Hurd, 1959
- Xylocopa javana Friese, 1914
- Xylocopa kamerunensis Vachal, 1899
- Xylocopa karnyi Maidl, 1912
- Xylocopa kerri (Cockerell, 1929)
- Xylocopa kuehni Friese, 1903
- Xylocopa lachnea Moure, 1951
- Xylocopa lanata Smith, 1854
- Xylocopa langi (LeVeque, 1928)
- Xylocopa lateralis Say, 1837
- Xylocopa lateritia Smith, 1854
- Xylocopa latipes (Drury, 1773)
- Xylocopa lautipennis (Cockerell, 1933)
- Xylocopa lehmanni Friese, 1903
- Xylocopa lepeletieri Enderlein, 1903
- Xylocopa leucocephala Ritsema, 1876
- Xylocopa leucothoracoides Maidl, 1912
- Xylocopa levequeae Maa, 1943
- Xylocopa lieftincki Leys, 2000
- Xylocopa lombokensis Maidl, 1912
- Xylocopa longespinosa Enderlein, 1903
- Xylocopa longula Friese, 1922
- Xylocopa loripes Smith, 1874
- Xylocopa lucbanensis (Cockerell, 1927)
- Xylocopa lucida Smith, 1874
- Xylocopa lugubris Gerstäcker, 1857
- Xylocopa lundqvisti Lieftinck, 1957
- Xylocopa luteola Lepeletier, 1841
- Xylocopa macrops Lepeletier, 1841
- Xylocopa madida Friese, 1925
- Xylocopa madurensis Friese, 1913
- Xylocopa maesoi Dusmet y Alonso, 1924
- Xylocopa magnifica (Cockerell, 1929)
- Xylocopa maidli Maa, 1940
- Xylocopa maior Maidl, 1912
- Xylocopa marginella Lepeletier, 1841
- Xylocopa mastrucata Pérez, 1901
- Xylocopa mazarredoi Dusmet y Alonso, 1924
- Xylocopa mcgregori Cockerell, 1920
- Xylocopa mckeani (Cockerell, 1929)
- Xylocopa meadewaldoi Hurd, 1959
- Xylocopa mendozana Enderlein, 1913
- Xylocopa merceti Dusmet y Alonso, 1924
- Xylocopa metallica Smith, 1874
- Xylocopa mexicanorum Cockerell, 1912
- Xylocopa meyeri Dusmet y Alonso, 1924
- Xylocopa micans Lepeletier, 1841
- Xylocopa micheneri Hurd, 1978
- Xylocopa mimetica Cockerell, 1915
- Xylocopa minor Maidl, 1912
- Xylocopa mirabilis Hurd & Moure, 1963
- Xylocopa mixta Radoszkowski, 1881
- Xylocopa modesta Smith, 1854
- Xylocopa mohnikei Cockerell, 1907
- Xylocopa mongolicus (Wu, 1983)
- Xylocopa montana Enderlein, 1903
- Xylocopa mordax Smith, 1874
- Xylocopa morotaiana Lieftinck, 1956
- Xylocopa muscaria (Fabricius, 1775)
- Xylocopa myops Ritsema, 1876
- Xylocopa nasalis Westwood, 1842
- Xylocopa nasica Pérez, 1901
- Xylocopa nautlana Cockerell, 1904
- Xylocopa negligenda Maa, 1939
- Xylocopa nigrella Hurd, 1959
- Xylocopa nigrescens Friese, 1901
- Xylocopa nigricans Vachal, 1910
- Xylocopa nigricaula (LeVeque, 1928)
- Xylocopa nigripes Friese, 1915
- Xylocopa nigrita (Fabricius, 1775)
- Xylocopa nigrocaerulea Smith, 1874
- Xylocopa nigrocaudata Pérez, 1901
- Xylocopa nigrocincta Smith, 1854
- Xylocopa nigroclypeata Rayment, 1935
- Xylocopa nigroplagiata Ritsema, 1876
- Xylocopa nigrotarsata Maa, 1938
- Xylocopa nitidiventris Smith, 1878
- Xylocopa nix (Maa, 1954)
- Xylocopa nobilis Smith, 1859
- Xylocopa nogueirai Hurd & Moure, 1960
- Xylocopa nyassica Enderlein, 1903
- Xylocopa oblonga Smith, 1874
- Xylocopa obscurata Smith, 1854
- Xylocopa obscuritarsis Friese, 1922
- Xylocopa occipitalis Pérez, 1901
- Xylocopa ocellaris Pérez, 1901
- Xylocopa ocularis Pérez, 1901
- Xylocopa ogasawarensis Matsumura, 1932
- Xylocopa olivacea (Fabricius, 1778)
- Xylocopa olivieri Lepeletier, 1841
- Xylocopa ordinaria Smith, 1874
- Xylocopa ornata Smith, 1874
- Xylocopa orthogonaspis Moure, 2003
- Xylocopa orthosiphonis (Cockerell, 1908)
- Xylocopa pallidiscopa Hurd, 1961
- Xylocopa parviceps Morawitz, 1895
- Xylocopa parvula Rayment, 1935
- Xylocopa perforator Smith, 1861
- Xylocopa perkinsi Cameron, 1901
- Xylocopa perpunctata (LeVeque, 1928)
- Xylocopa peruana Pérez, 1901
- Xylocopa perversa Wiedemann, 1824
- Xylocopa pervirescens Cockerell, 1931
- Xylocopa phalothorax Lepeletier, 1841
- Xylocopa philippinensis Smith, 1854
- Xylocopa pilosa Friese, 1922
- Xylocopa plagioxantha Lieftinck, 1964
- Xylocopa praeusta Smith, 1854
- Xylocopa prashadi Maa, 1938
- Xylocopa preussi Enderlein, 1903
- Xylocopa provida Smith, 1863
- Xylocopa proximata Maa, 1938
- Xylocopa przewalskyi Morawitz, 1886
- Xylocopa pseudoleucothorax Maidl, 1912
- Xylocopa pseudoviolacea Popov, 1947
- Xylocopa pubescens Spinola, 1838
- Xylocopa pulchra Smith, 1874
- Xylocopa punctifrons Cockerell, 1917
- Xylocopa punctigena Maa, 1938
- Xylocopa punctilabris Morawitz, 1894
- Xylocopa pusulata Vachal, 1910
- Xylocopa ramakrishnai Maa, 1938
- Xylocopa rejecta Vachal, 1910
- Xylocopa remota Maa, 1938
- Xylocopa rogenhoferi Friese, 1900
- Xylocopa rotundiceps Smith, 1874
- Xylocopa rufa Friese, 1901
- Xylocopa ruficeps Friese, 1910
- Xylocopa ruficollis Hurd & Moure, 1963
- Xylocopa ruficornis Fabricius, 1804
- Xylocopa rufidorsum Enderlein, 1913
- Xylocopa rufipes Smith, 1852
- Xylocopa rufitarsis Lepeletier, 1841
- Xylocopa rutilans Lieftinck, 1957
- Xylocopa samarensis (Cockerell & LeVeque, 1925)
- Xylocopa schoana Enderlein, 1903
- Xylocopa scioensis Gribodo, 1884
- Xylocopa senex Friese, 1909
- Xylocopa senior Vachal, 1899
- Xylocopa shelfordi Cameron, 1902
- Xylocopa sicheli Vachal, 1898
- Xylocopa signata Morawitz, 1875
- Xylocopa similis Smith, 1874
- Xylocopa simillima Smith, 1854
- Xylocopa sinensis (Wu, 1983)
- Xylocopa sinensis Smith, 1854
- Xylocopa smithii Ritsema, 1876
- Xylocopa sogdiana Popov & Ponomareva, 1961
- Xylocopa somalica Magretti, 1895
- Xylocopa sonorina Smith, 1874
- Xylocopa sphinx Vachal, 1899
- Xylocopa splendidula Lepeletier, 1841
- Xylocopa stadelmanni Vachal, 1899
- Xylocopa stanleyi (LeVeque, 1928)
- Xylocopa steindachneri Maidl, 1912
- Xylocopa strandi Dusmet y Alonso, 1924
- Xylocopa subcombusta (LeVeque, 1928)
- Xylocopa subcyanea Pérez, 1901
- Xylocopa subjuncta Vachal, 1898
- Xylocopa subvirescens Cresson, 1879
- Xylocopa subvolatilis (Cockerell, 1918)
- Xylocopa subzonata Moure, 1949
- Xylocopa sulcatipes Maa, 1970
- Xylocopa sulcifrons Pérez, 1901
- Xylocopa suspecta Moure & Camargo, 1988
- Xylocopa suspiciosa Vachal, 1899
- Xylocopa sycophanta Pérez, 1901
- Xylocopa tabaniformis Smith, 1854
- Xylocopa tacanensis Moure, 1949
- Xylocopa tambelanensis (Cockerell, 1926)
- Xylocopa tanganyikae Strand, 1911
- Xylocopa tayabanica Cockerell, 1930
- Xylocopa tegulata Friese, 1911
- Xylocopa tenkeana Cockerell, 1933
- Xylocopa tenuata Smith, 1874
- Xylocopa tenuiscapa Westwood, 1840
- Xylocopa teredo Guilding, 1825
- Xylocopa tesselata Maa, 1970
- Xylocopa thoracica Friese, 1903
- Xylocopa togoensis Enderlein, 1903
- Xylocopa torrida (Westwood, 1838)
- Xylocopa tranquebarica (Fabricius, 1804)
- Xylocopa tranquebarorum (Swederus, 1787)
- Xylocopa transitoria Pérez, 1901
- Xylocopa tricolor Ritsema, 1876
- Xylocopa trifasciata Gribodo, 1891
- Xylocopa trochanterica Vachal, 1910
- Xylocopa truxali Hurd & Moure, 1963
- Xylocopa tumida Friese, 1903
- Xylocopa tumorifera Lieftinck, 1957
- Xylocopa turanica Morawitz, 1875
- Xylocopa uclesiensis Pérez, 1901
- Xylocopa unicolor Smith, 1861
- Xylocopa ustulata Smith, 1854
- Xylocopa vachali Pérez, 1901
- Xylocopa valga Gerstäcker, 1872
- Xylocopa varentzowi Morawitz, 1895
- Xylocopa varians Smith, 1874
- Xylocopa varipes Smith, 1854
- Xylocopa varipuncta Patton, 1879
- Xylocopa velutina Lieftinck, 1957
- Xylocopa versicolor Alfken, 1930
- Xylocopa vestita Hurd & Moure, 1963
- Xylocopa villosa Friese, 1909
- Xylocopa violacea (Linnaeus, 1758)
- Xylocopa virginica (Linnaeus, 1771)
- Xylocopa viridigastra Lepeletier, 1841
- Xylocopa viridis Smith, 1854
- Xylocopa vittata Enderlein, 1903
- Xylocopa vogtiana Enderlein, 1913
- Xylocopa volatilis Smith, 1861
- Xylocopa vulpina Alfken, 1930
- Xylocopa waterhousei Leys, 2000
- Xylocopa watmoughi Eardley, 1983
- Xylocopa wellmani Cockerell, 1906
- Xylocopa wilmattae Cockerell, 1912
- Xylocopa xanti Mocsáry, 1883
- Xylocopa yunnanensis Wu, 1982
- Xylocopa zonata Alfken, 1930